# Académie des sciences de Mongolie
L'Académie des sciences de Mongolie (mongol : Монгол улсын Шинжлэх ухааны Академи, Mongol ulsyn Shinjlekh ukhaany Akademi) est le premier centre de sciences modernes de la Mongolie.

## Histoire
L'Académie des sciences de Mongolie est fondée en 1921, quand le gouvernement fonde un Institut de Littérature et de Manuscrit, qui est actualisé plus tard en Institut de Science. En 1961, il est reconstitué sous le nom d'Académie des sciences de Mongolie (MAS). Les scientifiques de l'Institut de géologie de Oulan-Bator ont été chargés de la plupart des recherches originales en paléontologie.
En 1982, l'Académie des sciences de Mongolie publie le texte du Traité d'amitié et d'alliance entre le gouvernement de Mongolie et le Tibet en langue mongole.
Depuis 2006, le musée d'anthropologie préhistorique de Monaco et l'Institut d’Archéologie de l’Académie des sciences de Mongolie coopèrent sur le réaménagement du site de Tsatsiin Ereg dans l'Arkhangai,.
Depuis 2012, l'Académie et l'OTAN collaborent au renforcement du matériel informatique de l'Académie en matière de cyberdéfense.
De 2014 à 2017, la mission Archéologique Française en Mongolie est soutenue par l’institut d’Histoire et d’Archéologie de l’Académie. Cette mission consiste à enregistrer les animaux sacrifiés sous les tertres ou cercles de pierres sur le site de Tsatsiin Ereg ("pierres à cerfs").
En septembre 2016, un groupe de chercheurs japonais et de l'Académie des sciences de Mongolie découvrent une trace de patte de dinosaure de 106 centimètres de long pour 77 centimètres de large,.

## Membres
- Walther Heissig (1913-2005) est un mongoliste autrichien élu membre étranger de l'académie.
- Shagdaryn Bira, né en 1927, est un historien mongol et un membre éminent de Académie des sciences de Mongolie depuis 1972.